# Shawn Veldhuis
Shawn Veldhuis (Amsterdam, 20 januari 2001) is een Curaçaos-Nederlands voetballer die als doelman voor Go Ahead Eagles speelt.

## Carrière
Shawn Veldhuis speelde in de jeugd van AVV Zeeburgia, SC Buitenveldert, AFC Ajax en Almere City FC. In het seizoen 2018/19 speelde hij één wedstrijd voor Jong Almere City FC in de Tweede divisie, een met 2-0 verloren uitwedstrijd tegen De Treffers. In 2020 vertrok hij naar Go Ahead Eagles, waar hij in het onder-21-elftal speelt. Hij debuteerde in het eerste elftal van Go Ahead op 5 januari 2021, in de met 2-3 gewonnen uitwedstrijd tegen Jong PSV. Hij kwam in de 82e minuut in het veld voor de geblesseerde Mitchel Michaelis.

### Statistieken
| Seizoen                       | Club                | Land           | Competitie     | Competitie | Competitie | Beker | Beker | Totaal | Totaal |
| Seizoen                       | Club                | Land           | Competitie     | Wed.       | Dlp.       | Wed.  | Dlp.  | Wed.   | Dlp.   |
| ----------------------------- | ------------------- | -------------- | -------------- | ---------- | ---------- | ----- | ----- | ------ | ------ |
| 2018/19                       | Jong Almere City FC | Nederland      | Tweede divisie | 1          | 0          | –     | –     | 1      | 0      |
| 2020/21                       | Go Ahead Eagles     | Nederland      | Eerste divisie | 1          | 0          | 0     | 0     | 1      | 0      |
| Carrièretotaal                | Carrièretotaal      | Carrièretotaal | Carrièretotaal | 2          | 0          | 0     | 0     | 2      | 0      |
| Bijgewerkt op 9 februari 2021 |                     |                |                |            |            |       |       |        |        |